# Hermann Nitsch
Hermann Nitsch (Wenen, 29 augustus 1938 – Mistelbach, 18 april 2022) was een Oostenrijks beeldend kunstenaar. Hij is een van de belangrijkste vertegenwoordigers van het zogenaamde Weense Aktionisme. Nitsch organiseerde samen met Otto Muehl en Adolf Frohner talloze Aktionen (theatrale evenementen vergelijkbaar met de happening).  
Het wereldbeeld van Hermann Nitsch werd sterk beïnvloed door auteurs als Markies de Sade,  Friedrich Nietzsche, Sigmund Freud en Antonin Artaud.

## Biografie
Nitsch studeerde grafiek in Wenen en richtte zich vervolgens op de schilderkunst. In 1961 ontstonden zijn eerste schilderijen met uitgegoten verf (Duits:Schüttbilder).
In de jaren 60 ontwikkelde hij de basisideeën voor zijn  Orgien-Mysterien-Theater: een synthese van schilderkunst, architectuur, theater, muziek, en dans. Nitsch wilde het theater en de beeldende kunst opnieuw in verbinding brengen met oeroude offerrituelen, beschreven als 'totemmaaltijden' door Sigmund Freud. Hij wil alle zintuigen van de toeschouwers en de deelnemers maximaal prikkelen, zodat een bewustzijnstoestand wordt bereikt waarin het levensproces op intense wijze wordt ervaren. Het offer, vaak in de vorm van een kruisiging staat centraal. Bloed en organen van dieren worden over naakte lichamen gegoten en gedrapeerd. Sedert 1971 organiseerde Nitsch regelmatig 'Orgie-Mysterie-Opvoeringen' op het in dat jaar door hem aangekochte landgoed van Slot Prinzendorf in Hauskirchen. Nitsch werkte als schrijver aan stukken, die bestonden uit uiterst nauwkeurige regieaanwijzingen en op grafische wijze genoteerde muzikale composities.
Omdat hij door de combinatie van 'barbaarse' offers met christelijk liturgische elementen in zijn bloederige Aktionen niet alleen dierenbeschermers maar ook theologen en verdedigers van de officiële moraal tegen zich in het harnas joeg, was zijn werk tamelijk omstreden.
Late erkenning ondervond zijn levenswerk door opvoeringen in het Weense Burgtheater op 19 november 2005 en door een retrospectief in de Martin-Gropius-Bau te Berlijn in 2007. 
In 2005 werd hij met de Grote Oostenrijkse Staatsprijs onderscheiden. In 2007 opende het Hermann Nitsch Museum in Mistelbach, Oostenrijk.
In september 2009 was Hermann Nitsch centrale gast op het Incubate festival in Tilburg. Nitsch' werk bevindt zich in het New Yorkse Museum of Modern Art en de Londense Tate Gallery. 
Nitsch overleed na een ziekbed op 83-jarige leeftijd.Hij is begraven in het beroemde Zentralfriedhof in Wenen.